# Alexandra Shipp
Alexandra Shipp (n. 16 iulie 1991) este o actriță americană, cunoscută pentru rolurile din serialul House of Anubis, pentru rolul principal în filmul biografic de televiziune Aaliyah: Prințesa R&B, roluri în filme cum ar fi Alvin and the Chipmunks: The Squeakquel, Switched at Birth și Drumline: A new Beat. și ca tânăra Storm în filmul X-Men: Apocalypse, apărut în 2016.

## Copilăria
Alexandra Shipp a crescut în Phoenix, Arizona. Tatăl ei este afro-american, iar mama ei este de culoare albă. Shipp a jucat în piese de teatru de la o vârstă fragedă și și-a întâlnit managerul la 14 ani. Prima audiție a sa a fost pentru Nickelodeon. Shipp s-a mutat la Los Angeles la vârsta de 17 ani pentru a urma o carieră în actorie.

## Filmografie
2019   Shaft                                                            ash                                    Filmare
| An        | Titlu                     | Rolul          | Note                            |
| --------- | ------------------------- | -------------- | ------------------------------- |
| 2011      | Switched at Birth         | Ashley         | Episod: "Dance Amongst Daggers" |
| 2012      | Victorious                | Aleese         | Episod: "The Gorilla Club"      |
| 2013      | House of Anubis           | KT Rush        | Rolul principal; 41 episoade    |
| 2013      | Occult                    | Alana Hutchins | Episodul Pilot-Nedifuzat        |
| 2013      | Awkward                   | Abby Martin    | 2 episoade                      |
| 2014      | Ray Donovan               | Tiffany        | Episod: "Yo Soy Capitan"        |
| 2014      | Days of our Lives         | Mary Beth      |                                 |
| 2015 2019 | Your Family or Mine Shaft | Lucy Ash       | În curând pe TBS Film           |

## Discografie
| An   | Titlu                      | Note                             |
| ---- | -------------------------- | -------------------------------- |
| 2008 | Gipsy                      | Cântec original- Alexandra Shipp |
| 2008 | Difference in your eyes    | Cântec original- Alexandra Shipp |
| 2008 | Apologize                  | Cover- OneRepublic               |
| 2008 | Love Song                  | Cover- Sara Bareilles            |
| 2008 | It's Okay                  | Cântec original- Alexandra Shipp |
| 2008 | Could Be                   | Cântec original- Alexandra Shipp |
| 2008 | Damaged Goods              | Cântec original- Alexandra Shipp |
| 2009 | Halo (partea 1 & partea 2) | Cover- Beyonce                   |
| 2009 | Soldiers                   | Cântec original- Alexandra Shipp |
| 2009 | The answer                 | Cântec original- Alexandra Shipp |
| 2009 | Carousel                   | Cântec original- Alexandra Shipp |
| 2010 | Come Back                  | Cântec original- Alexandra Shipp |
| 2010 | Am I Yours                 | Cântec original- Alexandra Shipp |
| 2010 | Just Business Interlude    | Cântec original- Alexandra Shipp |
| 2010 | Gone                       | Cântec original- Alexandra Shipp |
| 2014 | My Prerogative             | Cover- Bobby Brown               |
| 2014 | At your Best               | Cover- Aaliyah Haughton          |
| 2014 | Got To Give It Up          | Cover- Aaliyah Haughton          |
| 2014 | Journey To The Past        | Cover- Aaliyah Haughton          |
| 2014 | The One I Gave My Heart To | Cover- Aaliyah Haughton          |

## References
1. ↑  Alexandra Shipp, Česko-Slovenská filmová databáze
2. ↑  Alexandra Shipp, MAK
3. ↑  WIF Awards Retrospective (în engleză), 1 august 2020, arhivat din original la |archive-url= necesită |archive-date= (ajutor), accesat în 8 martie 2025
4. ↑  „Wendy Williams Announces Executive-Producer Role on Aaliyah Biopic”. Arhivat din original la 21 mai 2016. Accesat în 26 mai 2016.
5. ↑  „copie arhivă”. Arhivat din original la 4 martie 2016. Accesat în 26 mai 2016.
6. ↑  published, Eric Eisenberg (28 aprilie 2015), How X-Men: Apocalypse Will Introduce The Young Storm, Cyclops And Jean Grey (în engleză), CINEMABLEND
7. ↑  Rebecca Macatee (23 ianuarie 2015), X-Men: Apocalypse: Alexandra Shipp, Sophie Turner and Tye Sheridan Cast as Storm, Jean Grey and Cyclops! (în engleză), E! Online
8. ↑  „Personality Complex: Alexandra Shipp Goes From Emo Kid to Aaliyah”. Arhivat din original la 23 ianuarie 2015. Accesat în 26 mai 2016.
9. ↑  https://www.facebook.com/HipHopSoulstress (19 iulie 2014), Alexandra Shipp best Twitter and Instagram photos (în engleză), Rolling Out
10. ↑  Cordova, Randy (3 noiembrie 2014), Phoenix native Alexandra Shipp plays Aaliyah in TV movie (în engleză), The Arizona Republic

## Legături externe
- Site web oficial
- Alexandra Shipp la Internet Movie Database